# Жак Картје
Жак Картје (фр. Jacques Cartier; Сен Мало, 31. децембар 1491 — Сен Мало, 1. септембар 1557) је био француски истраживач, најпознатији по истраживању области око залива и реке Сен Лорен, првих региона који су званично припали Канади. Он је назвао те регионе "Држава Канада", по ирокешким називима за два велика насеља које је видео (Стадакона и Хочелага).
Краљ Француске Франсоа I га је изабрао да нађе "certaines îles et pays où l'on dit qu'il se doit trouver grande quantité d'or et autres riches choses" ("нека острва и земље гдје се каже да постоји много злата и других богатства"). Картје је 1534. године започео путовање да нађе западни пут до Азије. Истраживао је делове данашњег Њуфаундлeнда (почевши 10. маја те године) и Канадско приморје. Кад је сазнао о реци према западу (Сен Лорен) мислио је да би то могао бити Северозападни пролаз. Искрцао се први пут на данашњем Гаспеу, где је поставио крст и објавио да то подручје припада Француској. Онда је наставио до Квебека, тада познат као Стадакона. Током путовања отео је два сина поглавице Донаконе, Домагаја и Таигноагнyа, и вратио их је са собом у Европу.
Картје је почео друго путовање 19. маја следеће године са 3 брода, 110 људи и отетим дечацима (који су били враћени поглавици). Путовао је узводно до хјуронског села Стадакона и ирокешког села Хочелага (данашњи Монтреал) и стигао је 2. октобра 1535. године. Чуо је о земљи, Сагне, која је требало да буде пуна злата и других богатства.
Картје је 23. маја, 1541. године отишао је из Сент Малоа на своје треће путовање. Овај пут је тражио Сагне, али није успео прећи Хочелагу. Након зиме коју је провео у Канади вратио се у Француску 1542. године. Многи морнари су умрли од скорбута кад се брод заглавио у леду. Картје је морао питати Индијанце за њихове обичајне лекове, које су му дали. Остатак свог живота провео је у Сен Малоу, у кући у близини града.

## Биографија

### Младост
Жак Картје је рођен 1491. у граду Сен Мало, луци на северозападној обали Бретање. Картје, који је био угледан поморац, додатно је унапредио свој друштвени статус оженивши Мари Катарину дес Гранчес, чланицу угледне породице, 1520. године. Да је био угледан у Сен Малу говоре чести записи у подацима о крштењима где се наводи као кум или сведок.

### Прво путовање
Године 1534. војводство Бретање службено је уједињено с Француском, а Картјеа је краљу Франсои I Валоу представио Жан ле Вене, бископ Сен-Малоа и опат Мон Сен Мишела, у самостану „Маноар де Брион”. Краљ Француске Франсоа I Валоа га је изабрао да нађе „certaines îles et pays où l'on dit qu'il se doit trouver grande quantité d'or et autres riches choses” („нека острва и земље где наводно постоји много злата и других богатства”). Године 1534, почиње путовање с два брода и 61 чланом посаде, како би нашао западни пут до Азије. Истраживао је делове данашњег Њуфаундленда (почевши 10. маја те године) и Канадско приморје. Кад је сазнао за реку на западу (река Сен Лорен), мислио је да би то могао бити Северозападни пролаз. Искрцао се први пут на данашњем Гаспу (Квебек), где је поставио крст и објавио да то подручје припада Француској. Онда је наставио (бродом) до града Квебека, тада познатог као Стадакона.
Картјеова прва два сусрета с домороцима догодила су се на северној страни залива Шалоур, те су то највјеројатније били Микмаки индијанци. Сусрети су били кратки, уз нешто трговања. Трећи сусрет био је на обали залива Гаспе, са групом Ирокези индијанаца, када је забио 10 метарски крст и присвојио земљу у име краља Француске. Након тога долази до промене односа локалних племена према Картјеу, што говори да су схватили њихове намере. Када је поглавица (најверојатније Донакона, поглавица села Стадакона) с братом и синовима дошао на брод да протестује због крста, он бива заробљен. Два сина поглавице, Домагаја и Тајгноагнја, Картје је одлучио да врати са собом у Европу. Поглавица је на крају пристао да их се одведе у Европу под условом да се врате с европским предметима за трговину. Картје се вратио у Француску у септембру 1534, сигуран да је дошао до Азије.

### Друго путовање
Картје је почео друго путовање 19. маја следеће године са три брода, 110 људи и отетим дечацима (који би били враћени поглавици). Путовао је узводно до хуронског села Стадакона и ирокешког села Хочелага (Монтреал), где је стигао 2. октобра 1535. Чуо је о земљи Сагне за коју се говорило да је пуна злата и других богатства.
Када је стигао до Стадакона, усидрио је два брода, те с најмањим наставио даље реком, до села Хочелага (данас Монтреал). Путовање није могао даље да настави јер је река била блокирана за пловидбу брзацима. Сигуран како је река Северозападни пролаз, те једино што га дели до Кине су брзаци, насеље које је настало на месту названо је према француској речи за Кину, La Chine, те одтуда назив за речне брзаке „Lachine Rapids” и град Лашин у Квебеку.
Након два дана проведена међу становницима Хочелага, Картје се вратио у Стадакону 11. октобра. Не зна се када је тачно одлучио да проведе зиму 1535–1536. у Стадакону, али било је прекасно за повратак у Француску. Картје и његови људи су се припремали за зиму јачајући утврђење, скупљајући дрва за огрев и солећи рибу и дивљач. Од средине новембра 1535. до средине априла 1536. флота је била замрзнута на ушћу реке Сент Чарлс. Међу Ирокезима и Французима избио је скорбут. Приликом посета Домагаја утврђењу, Картје је од њега сазнао за лек за болест, који је спасио живот 85 Француза и експедицију. У мају 1536. Картје се одлучио на повратак у Француску те је на пут повео поглавицу Донакону. У Сен Мало су упловили 15. јула 1536.

### Треће путовање
Дана 17. октобара 1540, краљ Франсоа је наредио Жаку Картјеу да се врати у Канаду и да помогне подухвату колонизације. Међутим 15. јануара 1541. Картјеа је истиснуо Жан-Франсоа Робервал, хугенот и краљев пријатељ, који је постао вођа експедиције, док је Картје постао главни навигатор. Док је Робервал чекао артиљерију и залихе, допустио је Картјеу да отплови раније са својим бродовима. Дана 23. маја 1541. отишао је из Сен Малоа на своје треће путовање, с пет бродова. Овога пута циљ није био тражење пута до Оријента, већ потрага за „краљевством Сагне” и његовим богатством, те изградња трајних насеља дуж реке Сен Лорен. Након што се усидрио код Стадакона, Картје се срео с Ирокезима. Њихов број и недостатак радости приликом сусрета забринули су га, те је одлучио да гради насеље неколико километара узводно, на месту данашњег града Кап Руж у Квебеку. Осуђеници и остали колонизатори су се искрцали, заједно с преживелом стоком. Засађени су вртови, изграђено је утврђено насеље које су назвали Шарлсберг-Ројал. Додатно утврђење је изграђено на стени изнад насеља ради боље заштите. Почели су да скупљају материјале за које су мислили да су дијаманти и злато, а били су кристали кварца и гвоздени пирит. Два брода с тим материјалима су послата у Француску 2. септембра.
Након што је успоставио насеље, Картје је 7. септембара чамцима кренуо и извиђачки поход у потрагу за „Сагнеом”. Након што је дошао до Хочелага, лоше време и бројни брзаци спречили су наставак пута уз реку Отаву. По повратку у Шарлсберг-Ројал, Картје је пронашао злоћудну ситуацију. Ирокези нису више долазили у пријатељске посете и носили рибу и дивљач, већ се тумарали на злоћудан начин. Записи о зими 1541–1542 не постоје. Подаци су прибављени из детаља записа морепловаца који су се вратили кући. Чини се да су домороци напали и убили 35 насељеника пре него што су се успели повући унутар утврђење. Иако је скорбут излечен домаћим рецептом (Thuja occidentalis инфузијом), стиче се утисак опште неимаштине и Картјеовог уверења да нема довољно људи да обрани утврђење или крене у потрагу за краљвеством Сагнео.
Картје је запловио према Француској рано у јуну 1542, сусревши Робервала и његове бродове дуж обале Њуфаундленда, негдје у време када је Робервал оставио аМаргариту де ла Рок на острву. Иако је Робервал инсистирао да се врати у Сагнео, а Картје се под окриљем ноћи искрао, те наставио према Француској уверен да његов брод садржи злато и дијаманте.
У Француску је стигао у октобру. У међувремену Робервал је преузео заповедништво на Шарлсберг-Ројалом, који је напуштен 1543, након што су болести, лоше време и напади домородаца отерали насељенике.

### Каснији живот
Картје је остатак живот провео у родном месту Сен Мало на оближњем имању где је често био користан као тумач португалског језика. Преминуо је у својој 65/66 години 1. септембру 1557. током епидемије могућег тифуса иако бројни извори наводе непознат узрок смрти. Картје је сахрањен у катедрали Сент Винцент.
Све до 1605. године није било трајних насеље Европљана у Канади, када је Самјуел де Шамплен основао Порт Ројал у данашњој Викторији Бичу изван Анаполис Ројала.

## Оставштина
Откривши улаз у реку Сен Лорен на првом путовању, отворио је највећи водени пут за улаз Европљана у Северну Америку. Направио је добре процене ресурса Канаде, природних и људских, иако је преценио минерална богатства. Мада су неки његови поступци према индијанцима били непоштени, покушавао је да успостави пријатељске односе, што је било неопходно за изградњу насеља у индијанској земљи.
Картје је први записао име Канада, за подручје око реке Сен Лорен. Име долази од речи Хјурон-Ирокеза „каната” или село, што је погрешно растумачио као домородачки назив за новооткривену земљу Картје је користио то име за описивање Стадакона, околне земље и саме реке. Он је назвао Канађанима становнике (племена Ирокеза) које је сусрео. Након тога, име Канада је коришћено за означавање мале француске колоније на овим обалама, а француски колонисти су били називани Канађанима, све до средине деветнаестог века, када је име почело да се примењује на лојалистичке колоније на Великим језерима, а касније и на целокупну британску Северну Америку. На тај начин, Картје није стриктно европски проналазач Канаде, како се ова земља данас разуме, огромна федерација која се протеже од мора до мора. Источне делове претходно су били посетили норвешки, као и баскијски, галицијски и бретонски рибари, а можда Корте-Реал браћа и Џон Кабот (поред свакако народа који су први населили ову територију). Посебан допринос Картјеа за откриће Канаде је да је био први Европљанин који ушао на континент, тачније унутрашњи источни регион дуж реке Сен Лорен. Његова истраживања су консолидовала француску тврдњу над територијом која ће касније бити колонизована као Нова Француска, а његова трећа пловидба је произвела први документовани европски покушај да се настани Северна Америка од времена Лукаса Васкеза де Ајљона 1526-27.
Картеове професионалне способности могу се лако утврдити. С обзиром на то да је Картје спровео три истраживачка путовања у опасним и непознатим водама без губитка брода и да је ушао у, и напустио око 50 неоткривених лука без озбиљних несрећа, могао би се сматрати једним од најсавеснијих истраживача тог периода.
Картје је такође био један од првих који је формално признао да је Нови свет био одвојена копнена маса из Европе/Азије.

## Поновно откриће Картјеове прве колоније
Дана 18. августа 2006, премијер Квебека Жан Шаре је објавио да су канадски археолози открили прецизну локацију изгубљене Картјеве прве колоније Шарлсберг-Ројал. Колонија је била изграђена тамо где се река Кап Руж улива у реку Сен Лорен и то је базирано на открићу спаљених остатака дрвене грађе датираних на средину 16. века, као и фрагмента декоративне Istoriato плоче произведена у Фаенци у Италији између 1540. и 1550. године, која би могла припадати само члану француске аристократије у колонији. Вероватно је то био Жан-Франсоа Робервал, који је заменио Картјеа као лидера насеља. Ова колонија је била прво познато европско насече у данашњој Канади од периода око 1000 године у коме је настало Ланси Медоуз викиншко село у северном Њуфаундленду. Његово поновно откриће многи археолози сматрају најважнијим открићем у Канади од поновног открића Ланси Медоуза.